# Раймунд Луллій
Райму́нд Лу́ллій (лат. Раймундус Луллюс, Raimundus або Raymundus Lullus, кат. Рамон Люль, Ramon Llull, ісп. Раймундо Луліо, Raimundo Lulio, англ. Raymond Lully; 1235 — 29 червня 1315) — каталонський філософ, письменник і богослов.

## Біографія
Народився на острові Мальорка, навчався в Парижі, як францисканський місіонер проповідував у Вірменії, на Кіпрі та у Північній Африці, помер у Тунісі.
Луллій стверджував, що можливо зробити повне злиття філософії з теологією. Виходячи з цього положення, він полемізував не тільки з аверроїстами і їхньою теорією двоїстої істини, але і з тими релігійними філософами, котрі стверджували, що істини віри недоступні для розуму і не повинні бути предметом філософських доказів або пояснення. Луллій, як логік, зробив значний внесок у розвиток трактатів на тему «de consequentiis» (про проходження), що містять основи теорії формальної і матеріальної імплікації.
В основному творі «Велике мистецтво» («Ars magna…», надруковано 1480 року) Луллій описував свої спроби механічно моделювати логічні операції у винайденій ним із цією метою «логічній машині», аналізував логічний характер питальних речень, вивчав взаємини логічних констант «і» та «або» (vel). Формальну логіку Луллій визначав як «мистецтво і науку, за допомогою яких істина і неправда розпізнаються розумом і відокремлюються одна від одної, — наука прийняття істини і відбраковування неправди». У наведеному визначенні міститься явна вказівка на двозначний характер логічних формалізмів. У «Великому мистецтві» Луллій описав також і техніку моделювання логічних операцій — систему концентричних кіл, з яких кожне слугує для позначення групи понять. Так, одна таблиця дає дев'ять субстанцій: бог, ангел, небо, людина, уявлюване, почуттєве, рослинне, стихійне, інструментальне. Інша дає дев'ять абсолютних предикатів: милостивість, величина, тривалість, могутність, знання, прагнення, чеснота, істина, слава; третя дає ті ж предикати як відносні: милостиве, велике і т. д. Обертаючи одне коло щодо іншого, ми можемо одержувати такі сполучення понять: милостивий бог, великий бог і т. д., або ж: велика милостивість бога, тривала милостивість бога і т. д. Різні точки зору на предмет відзначені під рубриками: різниця, згода, протиріччя, початок, середина, кінець, перевищення, рівність, применшення. Є ще таблиці питань (чи? що? з чого? чому? як велико? якої якості? де? як і чим?), акциденцій (кількість, якість, відношення, діяльність, перетривалість, володіння, становище, час, місце). Логіка зведена Луллієм до оперування загальними знаками, висновок утворюється за допомогою механізму. Правила обертання, за допомогою яких субстанції дістають підхожі їм предикати, дають, на його думку, можливість вичерпати загальну науку, істину і всі конкретні предмети. У системі Луллія багато довільного, але основна ідея, що не має ніякого зв'язку з теологією Луллія, була сприйнята й удосконалена Бруно і Лейбніцем. Луллій — винахідник першої логічної машини, попередник комбінаторних методів у логіці й у цьому смислі — попередник математичної логіки. Луллій був автором філософського роману «Blanquerna» (виданий 1505 р.).
Мистецтво пам'яті Раймунда Луллія базується на двох образах: дерево і сходи. Сходи уособлюють систему сходження людини вгору та вниз
Після смерті Раймунда Луллія стали відомими підписані його іменем алхімічні трактати. Ймовірно вони були лише приписані йому як авторитетному філософу, цілком відповідно до традиції. В іпостасі алхіміка Луллій увійшов до легенд. За однією з них, він працював при дворі англійського короля Едуарда ІІ, та виробляв золото в алхімічний спосіб. За іншою версією, королем тоді був Едуард III, а «Луллієві» гроші він використав для фінансування війни з Францією, що згодом дістала назву «Столітня війна». І хоча легенда містить неточність, оскільки Луллій помер до коронації Едуарда ІІІ, це можна пояснити тим, що на той момент філософ нібито вже добув Еліксир життя й став безсмертним[джерело?].
Раймунд Луллій є головним героєм поеми О. К. Толстого «Алхімік».

## Твори
- Obras…. — V. 1–21. — Barcelona, 1906—50.
- Книга о Любящем и Возлюбленном. — СПб: Наука, 1997.
- Книга про лицарський орден (Llibre de l'orde de cavalleria).
- Книга див.